# Fărcașele
Fărcașele – wieś w Rumunii, w okręgu Aluta, w gminie Fărcașele. W 2011 roku liczyła 1196 mieszkańców.